# Red Hat Linux
A Red Hat Linux egy népszerű Linux-disztribúció volt egészen a 2000-es évek elejéig, amikor abbahagyták a  fejlesztését. A Red Hat Linux termék megszűnt és helyét átvette a fizetős vállalati ügyfeleknek szánt Red Hat Enterprise Linux (RHEL), illetve a magánszemélyeknek, tesztelőknek, hobbistáknak szánt, közösségi fejlesztésű Fedora.
Az 1.0-s verzió 1994. november 3-án jelent meg.  A Red Hat volt az első Linux disztribúció, amely RPM-et használt csomagformaként és idővel több más disztribúció alapjaként szolgált ez a csomagfajta, mint például a Mandriva Linux (eredetileg Red Hat linux KDE felülettel), a Yellow Dog Linux (amely a Red Hat-ból indult ki PowerPC támogatással) és az ASPLinux (Red Hat Linux nem-latin karaktertámogatással).
Az RPM csomagkezelő eredeti fejlesztője a Red Hat csapata volt.
2003 óta a Red Hat abbahagyta a Red Hat Linux fejlesztését a Red Hat Enterprise Linux (vállalkozások számára) és a Fedora Core (ingyenes változat) javára. A Red Hat Linux 9 volt az utolsó kiadás, de 2006-ig a Fedora Legacy projekt támogatásával frissítések jelentek meg hozzá.

## Az elnevezés
A Red Hat Linux-disztribúció hivatalos neve Red Hat Linux (rövidítve RHL). Ez két név kapcsolata. Az első, a Red Hat a cég nevét viseli, míg a második, a Linux a rendszer magjául szolgáló Linux-kernelre utal. A RedHat, Redhat, RH, Redhat linux, RedHat linux, Redhat Linux, RedHat Linux nevek nem hivatalos elnevezések.
Nem szabad összetéveszteni olyan másolatokkal, amit nem a Red Hat adott ki és nem jár hozzá támogatás. Például néhány helyen You-Know-You vagy Blue Jacket néven árulják a rendszer nem hivatalos másolatait.

## Piac
A Red Hat Linuxot elsősorban szerverek, vagy vállalati számítógépek operációs rendszereként fejlesztették ki. Népszerű a szerverfarmot üzemeltető vállalatok körében.

## Jellegzetességek
A Red Hat Linux grafikus telepítővel rendelkezik, amit Anacondá-nak hívnak. Ez a könnyű használatot tette lehetővé kezdők számára is. Rendelkezik egy beépített segédeszközzel is, amit Lokkit-nek hívnak és a tűzfal konfigurációjára használhatjuk.
A Red Hat 8.0-s verzióján UTF-8-as karakterkódolás volt beállítva alapértelmezett karakterkódolásként. Ez hatással volt az angol felhasználókra, de sokkal egyszerűbb nemzetközi támogatást tett lehetővé. Szintén a 8.0-s verzió volt az első, amely a híres Bluecurve témát használta. Ez a felületi téma egyet jelent a Red Hat-tel, illetve a Fedorá-val.
A Red Hat Linuxban számos funkció hiányzik a szerzői jogok miatt. Ilyen például az MP3 támogatás hiánya a Rhytmobox-ban és az XMMS-ben is, ezért a Red Hat az Ogg Vorbis formátum használatát javasolja. Szintén hiányzik az NTFS támogatás, de ez később szabadon telepíthető, az MP3-hoz hasonlóan.

## Fedora Core
A Red Hat Linuxot eredetileg kizárólag csak a Red hat-on belül fejlesztették, a felhasználóktól csupán hiba-visszajelzéseket és szoftvercsomagokat kaptak. Ez 2003 végén megváltozott amikor a Red Hat Linux egyesült a Fedora Linux projekttel. A Fedora Core leváltotta az eredeti Red Hat Linux letöltést és a kereskedelmi változatot.

## Verziók
- 1.0 (Mother's Day), 1994. november 3.
- 1.1 (Mother's Day+0.1), 1995. augusztus 1.
- 2.0, 1995. szeptember 20.
- 2.1, 1995. november 23.
- 3.0.3 (Picasso), 1996. május 1.
- 4.0 (Colgate), 1996. október 8.
- 4.1 (Vanderbilt), 1997. február 3.
- 4.2 (Biltmore), 1997. május 19.
- 5.0 (Hurricane), 1997. december 1.
- 5.1 (Manhattan), 1998. május 22.
- 5.2 (Apollo), 1998. november 2.
- 6.0 (Hedwig), 1999. április 26.
- 6.1 (Cartman), 1999. október 4.
- 6.2 (Zoot), 2000. április 3.
- 7 (Guinness), 2000. szeptember 25.  (A verziószám "7" és nem "7.0")
- 7.1 (Seawolf), 2001. április 16.
- 7.2 (Enigma), 2001. október 22.
- 7.3 (Valhalla), 2002. május 6.
- 8.0 (Psyche), 2002. szeptember 30.
- 9 (Shrike), 2003. március 31. (A verziószám "9" és nem "9.0")

A Fedora és a Red Hat projekt 2003. szeptember 22-én egyesült.
- (Yarrow) Fedora Core 1 , 2003. november 6.
- (Tettnang) Fedora Core 2 , 2004. május 18.
- (Heidelberg) Fedora Core 3 , 2004. november 8.
- (Stentz) Fedora Core 4 , 2005. június 13.
- (Bordeaux) Fedora Core 5 , 2006. március 20.
- (Zod) Fedora Core 6 , 2006. október 24.
- (Moonshine) Fedora Core 7 , 2007. május 31.
- (Werewolf) Fedora Core 8 , 2007. november 8.
- (Sulphur) Fedora Core 9 , 2008. május 13.
- (Cambridge) Fedora Core 10 , 2008. november 25.

## Külső hivatkozások
- Hivatalos honlap
- Fedora Project – History of Red Hat Linux
- Linux Kernel Organization – Red Hat Archive
- Mapping of RedHat Versions and Code Names to LINUX Kernel Versions

1. 1 2 3 4 5 6 7 8 9 10 11 12 13 14 15 16 17 18 19 20 21 22 23 24 25 26 27 28 29 30 31 32 33 34 35 36 37 38 39 40 41 42 43  https://fedoraproject.org/wiki/History_of_Red_Hat_Linux?rd=History#Abstract. (Hozzáférés: 2025. március 16.)
2. ↑  Red Hat Linux 9 Features Latest Open Source Technologies